# Даньшін Іван Олександрович
Іван Олександрович Даньшін (рос. Иван Александрович Даньшин; нар. 20 квітня 1982, Челябінськ, РРФСР) — російський та український футболіст, нападник.

## Життєпис
Розпочинав грати в рідному Челябінську, в 13 років переїхав до Москви, де вступив до футбольної школи місцевого ЦСКА. З 1999 по 2000 рік виступав за ЦСКА-2, у 43 матчах забив 12 м'ячів. З 2000 по 2001 рік виступав вже за основний склад ЦСКА, провів 12 поєдинків і забив 1 м'яч у Вищій лізі Росії, а також зіграв 11 матчів і забив 2 м'ячі в турнірі дублерів. Окрім того, зіграв у півфінальному матчі Кубка Росії сезону 1999/00 років проти московського «Спартака». 
У 2001 році був орендований клубом «Торпедо-ЗІЛ», але за основу так і не зіграв, провівши лише 3 матчі і забивши 1 м'яч у турнірі дублерів, виною тому була травма — розрив хрестоподібних зв'язок, отримана в матчі резервних складів, через що Іван змушений був півроку лікуватися. В середині 2002 року перейшов на правах оренди в «Кубань», за яку зіграв 2 матчі.
У 2003 році відправився в оренду до кіровоградської «Зірки». Дебютував у складі кіровоградців 4 квітня 2003 року в програному (1:2) виїзному поєдинку 21-го туру Першої ліги проти «Миколаєва». Іван вийшов на поле на 70-й хвилині, замінивши Володимира Крижанівського, а на 90-й хвилині Івана замінив Максим Мигашко. Єдиним голом у футболці команди з Кіровограда відзначився 25 квітня 20043 року на 90+3-й хвилині переможного (2:1) домашнього поєдинку 25-го туру Першої ліги проти алчевської «Сталі». Даньшін вийшов на поле на 83-й хвилині, замінивши Ігора Столовицького. У футболці «Зірки» провів 3 поєдинки й відзначився 1 голом, але потім надовго вибув через травму.
Відновившись від травми, почав виступати за аматорську команду «Зеніт» з Москви. У 2005 році був заявлений до складу клубу «Новоросійськ», який виступав у ЛФЛ.
У складі юнацької збірної Росії свого року народження грав на чемпіонаті Європи 1999 року в Чехії.

## Досягнення
- Кубок Росії
  -  Фіналіст (1): 1999/00